# Бельгийская антарктическая экспедиция
Бельги́йская антаркти́ческая экспеди́ция (фр. L’expédition antarctique belge, также «Экспедиция на „Бельжике“», фр. expédition Belgica) проходила в 1897—1899 годах в Южном океане. В ходе плавания произошли незапланированный 386-дневный дрейф в море Беллинсгаузена и первая в истории зимовка в высоких широтах Антарктики. Иногда экспедицию на «Бельжике» обозначают как открывающую «Героический век антарктических исследований», хотя её команда не высаживалась и не зимовала непосредственно на антарктическом побережье.
Руководитель экспедиции — Адриен де Жерлаш, первый помощник — астроном Жорж Лекуант, в интернациональной команде приняли участие будущие известные полярные исследователи Фредерик Кук (США) и Руаль Амундсен (Норвегия), Хенрик Арцтовский (Польша) и Эмиль Раковицэ (Румыния).
Первоначальный план экспедиции включал посещение Южных Шетландских островов, исследование Антарктического полуострова на юг до острова Александра I и высадку небольшого зимовочного отряда на Земле Виктории. Несмотря на задержку на Огненной Земле, команда выполнила первые придонные промеры в проливе Дрейка, доказав его глубоководность. Потеряв в шторм матроса-норвежца Карла Винке, смытого в море, с 23 января по 12 февраля 1898 года команда «Бельжики» совершила двадцать высадок на антарктических островах и открыла пролив Жерлаша. 15 февраля пересекли Южный полярный круг, после чего судно было остановлено льдами в 20 милях от Земли Александра I. 3 марта в точке 71°30’ ю. ш. 85°16’ з. д. начался незапланированный дрейф, для которого не были готовы ни судно, ни команда. В частности, на борту не было достаточного числа керосиновых ламп и тёплой одежды. Отвращение командира Жерлаша и матросов-бельгийцев к мясу тюленей и пингвинов привело к эпидемии цинги, а также к массовой депрессии команды, из-за чего по крайней мере один матрос лишился рассудка. 5 июня 1898 года скончался от сердечного приступа магнитолог Эмиль Данко. Выживание команды обеспечили врач-американец Фредерик Кук и норвежец-штурман Руаль Амундсен, которые развернули охоту и доставляли команде свежее мясо. Кук после наступления полярного лета мобилизовал команду для прорубания канала в большом ледовом поле, в котором замёрзла «Бельжика». 14 марта 1899 года барк сошёл на воду в точке 70°30’ ю. ш. 103° з. д.
Экспедиция вернулась в Антверпен 5 ноября 1899 года и была признана успешной. Были доставлены данные более чем годичных циклов метеорологических и магнитных наблюдений, а также промеры глубин, доказавшие, что дрейф проходил над континентальным шельфом. Были обнаружены специфические образцы антарктической флоры и фауны. Адриен де Жерлаш получил множество государственных наград, а его книга об экспедиции была удостоена премии Французской академии.

## Подготовка и снаряжение

### Планы и цели
Семейство Жерлашей было известным в Льежском княжестве с XVI века, а документально подтверждённое дворянство ему было даровано в 1751 году. Представителем старшей ветви рода был первый премьер-министр и создатель конституции независимой Бельгии — Этьен Константин Жерлаш. Сам Адриен де Жерлаш де Гомери принадлежал к одной из младших ветвей рода, именовавшихся по названию поместья близ Виртона. В дальнейшем семья сыграла важную роль в поддержке и лоббировании проекта антарктической экспедиции. Несмотря на то, что несколько поколений баронов де Жерлаш были связаны с военной службой, Адриен интересовался морем, совершил несколько дальних плаваний и строил карьеру в бельгийском военно-морском флоте. В 1891 году 25-летний лейтенант писал шведскому полярнику Норденшельду, который тогда огласил план собственной антарктической экспедиции, и даже предлагал устроить в Бельгии рекламную кампанию для привлечения средств. Когда его предложение осталось без ответа, а шведский проект так и не осуществился, Адриен де Жерлаш предпринял собственную полярную экспедицию. Подобно многим своим современникам, он попытался замаскировать стремление к первооткрывательским рекордам под научную экспедицию, что было приемлемо как для широкой публики, так и для потенциальных инвесторов. Жерлаш мог рассчитывать и на общее повышение статуса бельгийского военно-морского флота, который в первые полвека существования независимого государства пять раз менял ведомственную принадлежность.
В условиях колониального раздела мира, в котором Бельгия принимала активное участие, апелляция к национальным достижениям в полярных областях имела шансы на успех. К научным достижениям де Жерлаш также относился серьёзно. В начале 1894 года барон обратился в Королевское бельгийское географическое общество с подробным письменным проектом, который был воспринят с должным вниманием. Проектом заинтересовался непременный секретарь Общества Жан дю Фьеф. 9 октября 1894 года Общество назначило комиссию для проверки выкладок де Жерлаша, в которую вошли заместитель председателя Географического общества Э. Паву, профессор Брюссельского свободного университета Эжен Гобле д’Альвьелла, а также юрист и путешественник Ж. Леклерк.
9 января 1895 года 28-летний моряк был приглашён на публичные прения по его вопросу. Лейтенант заявил, что полярные регионы привлекают к себе пристальное внимание, отметив, что в этом году в Арктике одновременно находились четыре экспедиции, в том числе норвежская Нансена и американская Пири. Полная неисследованность Южного океана гарантировала богатую научную отдачу, включая наблюдения в области земного магнетизма и южных полярных сияний, а также климатических, океанографических и биологических открытий. Программа Жерлаша включала картографирование побережья Антарктиды от Земли Грейама до Земли Виктории. По плану экспедиция должна была выйти в море в сентябре 1896 года, достичь Антарктиды в начале декабря и следовать южным курсом до середины января следующего года. Высадив зимовщиков на мысе Адэр, экспедиционное судно должно было провести южную зиму в Австралии и забрать береговую команду следующей полярной весной. Члены Географического общества выразили безусловную поддержку начинанию. Было рекомендовано поставить главной целью определение точки Южного магнитного полюса, который, предположительно, находился на 75° южной широты. В свою очередь, это придало планам Жерлаша определённости: доработанный план экспедиции предусматривал высадку четырёх зимовщиков на Земле Виктории, чтобы попытаться антарктической весной и летом достигнуть точки магнитного полюса. Через полгода VI Международный географический конгресс в Лондоне постановил начать исследование Антарктики ещё до окончания XIX века.
Окончательный план предусматривал заход на Южные Шетландские острова по меридиану Сент-Джонса. Далее следовало добраться до пролива Брансфилд и исследовать залив Хьюза. В частности, предполагалось установить, существует ли пролив или проход до восточного побережья Земли Грейама. Далее экспедиция должна была зайти в Монтевидео для зимовки и пополнения команды. Вторым антарктическим летом должны были проходить исследования проливов Земли Грейама и попытка добраться до моря Уэдделла, которое, как ожидалось, обладало сходными свойствами с морем Росса. Далее предполагалось достигнуть мыса Адэр (в западном или восточном направлении), где должны были высадиться зимовщики: сам де Жерлаш, Амундсен, Данко, Арцтовский или Раковицэ. «Бельжика» под командой Лекуанта должна была зазимовать в Мельбурне и, забрав зимовщиков, вернуться в Европу. Историк Тим Бомэн утверждал, что планы экспедиции и их постоянное изменение были «объектом спекуляций», и ссылался на Арцтовского, который утверждал, что у начальника экспедиции вообще не было разработанного плана.

### Финансирование. Экспедиционное судно
Адриен де Жерлаш оказался в жёстких временных рамках, поскольку должен был конкурировать с ведущими полярными исследователями Великобритании, Германии и Швеции, которые объявили о своих планах. Географическое общество Бельгии было не в состоянии финансировать проект, поскольку инициатором был заложен бюджет в 250 000 бельгийских франков, что было примерно эквивалентно 1,8 млн долларов США в ценах 2021 года. Научные консультанты сочли, что сумма занижена. Объявленная тогда же Германская антарктическая экспедиция располагала бюджетом 950 000 марок, то есть 1 187 500 бельгийских франков. Из указанных сумм Жерлаш мог потратить на научные работы не более 30 000 франков, тогда как германские организаторы могли рассчитывать на сумму, по крайней мере, вдвое большую. Для де Жерлаша важным фактором экономии было использование норвежского судна и норвежских моряков, поскольку уровень цен в этой стране был намного ниже общеевропейских, как и ставки оплаты. Научную команду изначально планировалось набрать из добровольцев без оплаты. Попытка обратиться к монарху — Леопольду II — оказалась безрезультатной, поскольку король считал приоритетными исследования вновь захваченного Конго. Выдвигалась также версия, что король предлагал Жерлашу участвовать в освоении Конго, но тот отказался. Однако документальных подтверждений этому нет. Связи семейства де Жерлашей и его авторитет в некоторой степени облегчали поиски спонсора. 25 000 франков гарантировал химический магнат Эрнест Сольве, который был известен поддержкой науки.
В конце концов Адриен де Жерлаш подписал с Географическим обществом Бельгии контракт, по которому научное снаряжение контролируется Обществом, а бельгийское государство приобретало право собственности на все материалы и результаты экспедиции и брало на себя ответственность за их публикацию.
Самой крупной статьёй расходов было экспедиционное судно. Лейтенант Жерлаш в марте 1895 года совершил трёхмесячное плавание в Гренландию на китобойном судне «Кастор», которое участвовало в исследовании Антарктиды в предыдущем году. Жерлаш ознакомился с условиями полярной навигации и добычи китов и тюленееобразных в Арктике. У Ян-Майена он побывал на борту промыслового судна «Патрия», которое твёрдо решил приобрести, несмотря на нежелание владельца. Судно имело длину 100 футов (30 м) и вместимость 244 тонны, было приспособлено для ледовых условий. Однако средств не хватало, поэтому в январе 1896 года Бельгийское географическое общество объявило национальную подписную кампанию, которая приносила деньги символическими суммами. В газетах писали, как школьный учитель перечислил 1 франк, а почтальон — три. Сочувствующие и друзья семьи развернули широкую пропагандистскую кампанию, включавшую публичные лекции, концерты, велогонку и даже полёт на аэростате. К маю 1896 года было 2500 подписчиков, которые пожертвовали 115 000 франков. В июне того же года бельгийский парламент на заседании обеих палат одобрил стотысячную субсидию на нужды национальной экспедиции. Жерлаш обратился к бельгийскому консулу в Норвегии Юхану Брюде за посредничеством в приобретении «Патрии», который сговорился на сумму 70 000 франков. Летом 1896 года Жерлаш прибыл в Сандефьорд; 5 июля была проведена церемония крещения, после чего судно получило название «Бельжика». Однако времени на снаряжение и наём команды хронически не хватало, из-за чего отправление было перенесено на следующий год. Жерлаш задержался в Норвегии. По совету Ларса Кристенсена (тестя Брюде), подводная часть «Бельжики» была обшита твёрдой тропической древесиной гринхарт. Корпус был окрашен шаровой краской. Жилые помещения были теплоизолированы войлоком и елью и заново отделаны. По выражению журналиста Джулиана Сэнктона, автора книги о Бельгийской экспедиции, бывшее промысловое судно превратилось в «изящную яхту». Была заменена паровая машина и установлено съёмное винтовое и рулевое устройство; на верхней палубе оборудовали две специализированные научные лаборатории.
1Световой люк кубрика экипажа
5Океанографическая лаборатория
6Биологическая лаборатория
12Командирская каюта
13−16Офицерские каюты
17Фотолаборатория
18Котельная
19Машинное отделение
21Офицерская кают-компания
22Колодец для замены винта и рулевого пера
Форштевень «Бельжики» был окован скобами из шведского железа. Паровая машина имела номинальную мощность 35 л. с. при 115 об/мин. Винт был стальным, двухлопастным, малого диаметра. На ходу под парусами его следовало снимать и поднимать на палубу через специальный колодец. Рулевое перо было увеличенной площади. Под парами судно развивало 7 узлов, экономический ход составлял 4 узла. Расход угля составлял 1,8 т в сутки. Паровой котёл был снабжён опреснителем морской воды. Парусное вооружение изначально было как у барка, но можно было обойтись только марселями, устанавливаемыми с палубы специальными лебёдками.
Достигнуть заявленной суммы 300 000 франков удалось лишь к моменту отправления — в августе 1897 года. Пришлось открыть снаряжаемую «Бельжику» для посещения туристами, на набережной устроили бесплатную выставку полярного снаряжения, в городском парке в рекламных целях был устроен приём. В итоге двое посетителей выставки пожертвовали, соответственно, по шесть и семь тысяч франков, а муниципалитет Антверпена перечислил ещё 5000. Большинство жертвователей не сообщали своих имён, а крупные жертвователи (перечислившие более 1000 франков) представляли купеческие и банковские круги, в том числе дом Ротшильдов (в лице барона Леона Ламбера). 500 франков пожертвовала Брюссельская ложа Шотландского устава. Принцип подписки был прост: в Антверпене, Льеже, Генте и Лувене были созданы местные комитеты, которые распространяли листовки, оповещавшие о целях планируемой экспедиции. За четыре месяца удалось собрать чуть более ста тысяч франков, но энтузиазм публики начинал иссякать. Руководителю пришлось обращаться в правительство. Наконец, бельгийский парламент проголосовал за субсидию в 60 000 франков (эквивалентно 6400 фунтам стерлингов того времени), но из-за бюрократических проволочек в море экспедиция вышла с существенным долгом. Общая стоимость экспедиции составила, согласно официальному отчёту 1904 года, чуть менее 20 000 фунтов стерлингов, однако печатание полного издания научных результатов потребовало ещё 10 800 фунтов стерлингов. По подсчётам Анн Кабей, к моменту возвращения де Жерлаша в Бельгию дефицит экспедиционного фонда составил около 50 000 франков. После погашения всех долгов 60 % расходов понесло бельгийское государство.

### Команда
По мнению Дж. Сэнктона, Жерлаш, в силу сословных предрассудков и собственного понимания долга перед нацией, более всего опасался бесчестья и обвинений в шовинистически настроенной прессе. Вместе с тем он не мог подобрать «чисто бельгийской» команды, поскольку в стране был незначительный морской флот и отсутствовали необходимые специалисты. Изначально об участии в команде объявили некоторые бельгийские учёные, но после переноса срока экспедиции все кандидатуры отпали, за исключением физика и магнитолога Эмиля Данко. Он являлся личным другом де Жерлаша, сопровождал его в Гренландии и Норвегии. Располагая большим состоянием, Данко отказался от жалованья и сам пожертвовал в фонд экспедиции немалую сумму. Следующим нанятым в экипаж учёным-геологом стал поляк Генрик Арцтовский, работавший тогда в Льежском университете. Лишь после подписания контракта оказалось, что у него даже нет диплома о высшем образовании. Зоолог был найден в Париже — это был состоятельный румын Эмиль Раковицэ, который учился в Сорбонне юриспруденции и зарекомендовал себя серьёзным специалистом по морским беспозвоночным, защитил диссертацию. Как и Э. Данко, Раковицэ согласился отправиться в Антарктиду без жалованья. Арцтовский тоже поддержал его кандидатуру, хотя психологически учёные были противоположностями.
Подбор судовой команды также вызвал много хлопот, особенно с наймом бельгийцев. Рекомендация механику Жозефу Дювивье «больше напоминала предупреждение», но его всё-таки включили в судовую роль. Заявку подал авантюрист Луи Мишотт, который провёл пять лет в Африке в рядах Иностранного легиона, где он лишился большого пальца. Жерлаш принял его, и в дальнейшем Мишотт проявил множество талантов. Бельгийцы не были знакомы с полярными водами, поэтому, находясь в Сандефьорде, Жерлаш стремился найти подходящих норвежских моряков. В июле 1896 года лейтенант получил письмо 24-летнего штурмана Руаля Амундсена, который просил принять его в команду и указывал на собственный опыт двух морских плаваний и навыки лыжника. Консул Брюде приписал на конверте: «Возьмите его!». Жерлаш пожелал встретиться с Руалем и принял в команду, тем более, что Амундсен был из богатой семьи и отказался от жалованья. Он также казался подходящей кандидатурой для похода к магнитному полюсу. Хотя Амундсен был согласен идти матросом (как было записано в контракте), ему дали место помощника командира и приписали к офицерской кают-компании. Данко при этом выражал опасения, что он будет опасным теневым лидером норвежской части команды. На борту «Бельжики» Амундсен впервые встретился с Нансеном, который только что вернулся из собственной экспедиции. Надёжного заместителя Жерлашу удалось найти за два месяца до отправления «Бельжики» в Антарктиду. Это был сокурсник Данко — 28-летний Жорж Лекуант, который имел звание лейтенанта и опыт службы во французском флоте. Кроме того, он был знатоком навигации и был назначен командиром «Бельжики».
После перегона «Бельжики» из Норвегии в Антверпен команда оставалась недоукомплектованной, туда в последний момент принимали случайных людей. Матрос Ян ван Мирло укрывался от воинской повинности, возможно, из-за своих анархо-социалистических убеждений, и сообщил ложные сведения о своём морском опыте (он вообще никогда не выходил в море). Нанятый повар-француз Лемонье был скандалистом и имел пристрастие к выпивке. Старший машинист Сомерс также пустился в запой, и Лекуант посоветовал уволить его. В дальнейшем из-за отсутствия лучшей кандидатуры механика Сомерс вернулся на своё место. Вскоре дезертировали третий помощник командира Каэн и несколько матросов. Никак не удавалось подобрать судового врача, поскольку кандидат от Географического общества Артур Такен имел учёную степень, и Жерлаш опасался, что он попытается оспаривать его приказы. В конце концов тот был отставлен по просьбе отца полярника — полковника Огюста де Жерлаша. За день до отплытия (15 августа 1897 года) одобренный врач Жюль Пуплие отказался идти в море под предлогом необходимости ухаживать за больной сестрой. 19 августа Жерлаш был вынужден дать согласие врачу из Бруклина — американцу немецкого происхождения Фредерику Куку, чью кандидатуру сам же отверг парой недель ранее. Кук узнал об экспедиции из заметки в газете «Sun» от 6 августа и немедленно подал заявку, отказываясь от жалованья и предлагая свою упряжку гренландских собак. В итоге было решено, что американец взойдёт на борт «Бельжики» в Рио-де-Жанейро, куда он отправился 20 сентября. Уволились двое норвежцев — плотник и боцман, поскольку их бельгийские коллеги отказывались исполнять приказы. Их пришлось заменить первыми попавшимися норвежцами — Энгельбретом Кнудсеном и Людвигом Ялмаром Йохансеном. Среди матросов-бельгийцев сложилась организованная группа из трёх человек (Варзее, Дом и ван Дамм), которые оспаривали приказы начальства. Буквально накануне отхода из Бельгии приняли разнорабочего Антония Добровольского, который был приговорён в Российской империи к трём годам ссылки за призывы к польской независимости. Он согласился пойти без жалованья — за еду, койку и одежду.
В конце концов в экспедиции приняли участие 19 человек. Помимо перечисленных, в антарктические воды отправились: третий помощник командира Жюль Мелер, второй машинист Макс ван Риссельберг, матросы-норвежцы Адам Толлефсен, Карл-Август Винке, Йохан Корен и матрос-бельгиец Гюстав-Гастон Дюфур.

### Научное оборудование и походное снаряжение
Экспедиция располагала тремя судовыми хронометрами, набором секстантов, теодолитом для полевых условий и ртутным искусственным горизонтом. Для магнитных исследований использовались инклинометр Бруннера и магнитометр Ноймайера. Метеорологи располагали наборами термометров (по 6 штук), а также двумя психрометрами, двумя актинометрами Араго и анемометрами Мона и Дайнса. Имелся также самописец системы Ришара, включавший барометр, гигрометр, термометр и психрометр. Для океанографических исследований имелись два глубоководных лота, портативный проволочный лот для промеров со шлюпки, глубоководные термометры, устройства для определения плотности воды и измерения её прозрачности. Геологическое оборудование и реагенты предоставил Гентский университет. Инструменты включали набор геологических молотков, два ледоруба, кирку, рюкзаки для образцов, мешки для проб песков и грунтов и так далее. Зоологи располагали четырьмя тралами для забора придонных образцов. Во время зимовки прямо на борту изготовили сети, пригодные для заброски через лунку. Имелись также три шёлковые сети для пелагического лова и две сети для использования на полном ходу. Также имелось два гарпунных ружья, охотничьи ружья и двустволки. Лаборатории были оборудованы препарационными столами, микроскопами, располагали 330 галлонами спирта для консервирования образцов, стеклянными банками и пробирками. Имелись также ботанический пресс и бумага для гербариев. Судовая библиотека была укомплектована литературой об Антарктике на английском и французском языках, французскими лоциями и картами Британского адмиралтейства.
Было закуплено 220 тонн угля в брикетах для парового котла, из которого 100 тонн было загодя отправлено в Пунта-Аренас. Кроме того, на «Бельжике» везли 40 тонн антрацита для отопления кают и зимовочной базы. Зимовочная база была укомплектована двумя деревянными норвежскими домиками, разобранными для перевозки. Полярное походное снаряжение было рассчитано лишь на четверых участников зимовочной партии. Каждому из них полагалось по комплекту меховой и шерстяной одежды. Имелись также двое нарт, буксируемых людьми, шёлковая палатка, набор лыж и снегоступов, каньги саамского образца (низкая обувь из шкуры оленя мехом наружу), комаги из сыромятной кожи, набиваемые сухой осокой, и обшитые изнутри фланелью сапоги. В трюмы барка было погружено 100 центнеров взрывчатки (так называемого «тонита») для подрыва торосов и ледовых перемычек; для взрывных работ имелись бикфордов шнур и детонаторы из гремучей ртути. Имелись также четыре ледовые пилы, которые пригодились во время незапланированной зимовки.

## Ход экспедиции

### Норвегия — Бельгия — Атлантический океан
В июне 1897 года «Бельжика» всё ещё находилась в Норвегии. На борту побывали президент Королевского географического общества сэр Клементс Маркем и Фритьоф Нансен (его визит прошёл 19 июня). 26 июня судно отплыло через Фридриксхавн в Антверпен, куда прибыло 5 июля. Несмотря на трудности с экипажем, удалось в срок загрузить на борт 40 тонн провианта, упакованного в 10 000 жестяных коробок. Жерлаш писал, что из-за малых объёмов трюмов пришлось вносить коррективы в номенклатуру припасов. Так, было взято 16 ящиков лапши, потому что макароны заняли бы объём, эквивалентный 24 ящикам. Основной груз составлял уголь, которого приняли 140 тонн. 14 июля участники команды подписали контракт, согласно которому экспедиция должна была продлиться два года, но в силу непредвиденных обстоятельств этот срок мог сокращаться или увеличиваться. В ночь с 14 на 15 июля судно было переведено из дока на рейд. Рейс должен был начаться в 9:45 16 июля, в это время был дан залп от имени Бельгийского яхт-клуба, под флагом которого шла «Бельжика». Через два дня пришлось возвращаться в Остенде: в машинном отделении вышел из строя паровой конденсатор. В порту немедленно дезертировали ещё два матроса, которым пришлось искать замену. 21 июля в команду завербовался Антоний Добровольский.
Лишь 23 августа экспедиция покинула Остенде. На борту «Бельжики» было 13 бельгийцев, 10 иностранцев, включая учёных, и два кота, названных «Нансен» (на самом деле это была кошка) и «Свердруп». В Бискайском заливе судно столкнулось с сильнейшими штормами и шло по ветру, а неопытная команда была полностью поражена морской болезнью. Матрос-норвежец Карл Август Винке зафиксировал, как Лекуанта рвало, когда он стоял у руля, ещё хуже было положение механиков и кочегаров в машинном отделении. 31 августа первый помощник выбросил за борт кота Свердрупа за то, что тот нагадил на палубе. Это вызвало опасение команды о пристрастии командира к палочной дисциплине. В начале сентября чуть не случилось трагедии: штормы не пускали барк на океанские просторы, идти было можно только под парами. Поставленный к топке ван Мирло, измученный жарой и тяжким трудом, бросил лопату и разрыдался. Когда его вытащили на палубу, он выхватил из оружейного шкафа револьвер. Амундсен, не зная, собирается ли ван Мирло покончить с собой или сорвать на ком-либо гнев, повалил бельгийца на палубу и обезоружил его. Хотя Амундсен был самым высоким и сильным членом экипажа, понадобились усилия пятерых матросов, чтобы усмирить безумца. Исполнявший функции врача Раковицэ счёл, что это следствие переутомления. Действительно, спустя несколько дней ван Мирло вернулся к работе. Жерлаш в дневнике сокрушался, что его план, что неопытные люди наберутся опыта во время океанского перехода, рухнул. По мнению Джулиана Сэнктона, утончённый интеллектуал де Жерлаш не был ни решительным холериком, как Лекуант, ни жёстким поборником дисциплины, как Амундсен. Винке писал в дневнике, что речи де Жерлаша о равноправии офицеров и матросов вызывали насмешки. Хотя он был офицером военно-морского флота, но не мог применять дисциплинарных взысканий военного образца (включая кандалы и карцер), поскольку экспедиция была гражданской, а «Бельжика» юридически считалась яхтой. Единственным средством воздействия было увольнение.
В многонациональной команде копились и проблемы иного рода. Бельгийцы третировали норвежцев, сами бельгийцы были расколоты на фламандцев, говорящих по-голландски, которые не переносили франкоговорящих уроженцев Валлонии. Повар-француз Лемонье не мог ужиться вообще ни с кем. Решительностью держать команду в узде обладали только Лекуант и Амундсен: первый помощник умел справляться с «бандой» матросов Варзее, Дома и ван Дамма, а Руаль был связующим звеном между начальством и более лояльными к нему норвежцами. 10 сентября барк пришёл на Мадейру, где команда могла немного отдохнуть. После трёхдневной стоянки начался переход через зону пассатов под парусами. Паровая машина была остановлена, но команда столкнулась с последствиями тропической жары. Медные части на верхней палубе приходилось оборачивать парусиной, чтобы не обжигаться. Теплоизоляция кают делала их душегубкой: температура могла достигать 130 °F (54 °C). Спальные гамаки пришлось растягивать на верхней палубе. Экватор пересекли 6 октября, устроив праздник Нептуна. Роль бога морей исполнял матрос-смутьян Морис Варзее. Первым морское крещение принял Амундсен; шуточный диплом об этом он сохранял так же тщательно, как и официальные награды. 22 октября «Бельжика» достигла бухты Гуанабара, в этот день шёл проливной дождь. Фредерик Кук к тому времени уже две недели ожидал прибытия бельгийской экспедиции, расположившись в резиденции бельгийского посла в Петрополисе. Когда врач прибыл на борт, его встретил Лекуант, но американец не знал ни слова по-французски. Из бельгийцев лишь де Жерлаш свободно владел английским языком, тогда как Данко, Амундсен, Раковицэ и Арцтовский могли общаться с Куком по-немецки. В Рио-де-Жанейро команда пользовалась восторженным приёмом, де Жерлашу устроили чествование в Бразильском историко-географическом институте. Торжественный адрес зачитывал врач Алфреду Насименту, который сравнивал экипаж Жерлаша с романтическими героями Жюля Верна. Жерлаш действительно ценил книгу Верна «Ледяной сфинкс», а его сестра Луиза, упаковывая рождественские подарки команде, предназначила для Кука роскошное издание «Путешествия Артура Пима» во французском переводе Бодлера. Амундсену тогда подготовили «Исландского рыбака» Пьера Лоти, и, действительно, норвежский штурман нашёл в себе много общего с главным героем — бретонским рыбаком Янном Гаосом.

### Монтевидео
Отбытие из Бразилии омрачил эпизод с механиком Дювивье, который, напившись, оскорбил бразильских военных и даже попытался схватить оружие (оружейный шкаф не был заперт после истории с ван Мирло). Амундсен обезоружил его и доложил Лекуанту. Во время инцидента де Жерлаш был у посла в Петрополисе и предпочёл сделать вид, что ничего не происходит. Дисциплинарный кризис наступил 11 ноября в Монтевидео. Поводом стало то, что значительная часть команды напилась, а в уругвайской прессе вышла статья, в которой утверждали, что флегматичные норвежцы лучше подходят для Антарктики, чем горячие бельгийцы. Это резко обострило отношения на борту. Неформальный лидер матросов-бельгийцев Франс Дом хотел поквитаться с иностранцами и в итоге напал на кока Лемонье. К драке присоединился Ян ван Дамм — ещё один возмутитель спокойствия в кубрике. Свидетелем драки был Добровольский, который оставил описание в своём дневнике. Ван Дамм разбил Лемонье лицо, тот сумел вырваться и побежал в офицерский отсек. Оставшиеся участники команды решили предъявить капитану ультиматум и на радостях устроили попойку, длившуюся до трёх часов утра. Лекуант с самого утра начал расследование, но к тому времени кубрик был чисто вымыт и приведён в порядок. Каждый матрос был опрошен в каюте первого помощника один на один, но даже норвежцы утверждали, что драку начал именно француз, а не Дом с ван Даммом. Лекуант принял решение списать Лемонье на берег, а на его место в конце концов устроился сам ван Дамм.

### Огненная Земля
27 ноября «Бельжика» столкнулась с ураганным ветром, при этом Жерлаш показал свои лидерские качества, а экипаж успел сработаться и успешно работал с парусами. Менять курс не потребовалось, поскольку ураган закончился сам собой. Выдающиеся мореходные качества показало и судно, которое успешно преодолевало океанские валы, не давая им захлестнуть палубу. Фредерик Кук отмечал в дневнике, что команда относилась к своему барку как «к домашней лошадке». После увольнения Лемонье улучшилось самочувствие команды, меньше стало стычек между норвежцами и бельгийцами. 1 декабря экспедиция прибыла в Пунта-Аренас.
Пребывание в гавани оказалось катастрофическим. Город был полон борделей и баров, ставших целью для гаучо и золотоискателей. 4 декабря напились и устроили скандал на борту Сомерс и Варзее. 5 декабря Сомерс вновь устроил драку; норвежец Толефсен вернулся с берега сильно пьяным, а Мишотт так и остался в городе. 6 декабря Варзее забылся до такой степени, что отказался исполнять приказ де Жерлаша. Этот случай был не единственным. 9 декабря ван Дамм потребовал у командира аванс, чтобы он мог сойти на берег. Де Жерлаш спокойно сообщил, что не даёт разрешения, добавив, что тот уже истратил сумму бо́льшую, чем ему полагалось жалованья. В ответ ван Дамм пригрозил уволиться. Жерлаш, не желая терять авторитетного матроса-бельгийца и хорошего повара, уступил и на этот раз. Однако ван Дамм взял с собой ещё четырёх бельгийцев и Людвига Йохансена, а когда наутро за ними отправили боцмана, матросы заявили, что ещё не хотят возвращаться. Чтобы вернуть людей на борт, на берег отправились лично Жерлаш, Лекуант и Амундсен. Ван Дамм вернулся самостоятельно и сразу стал паковать вещи. Де Жерлаш потребовал, чтобы форму с эмблемами корабля матрос оставил на борту. Тот отказался в предельно грубых выражениях, явно бросая командиру вызов. В ответ начальник приказал Лекуанту поднять красный флаг на грот-мачте, предупреждая городскую администрацию о мятеже, однако чилийцы вообще не отреагировали. На закате Жерлаш отбыл к местному флотскому командованию, полагаясь только на Лекуанта и Амундсена. Вскоре приплыл на лодке Варзее, которого Лекуант связал и бросил на корме. Лишь в полночь Жерлаш вернулся с чилийской военной командой. Варзее и ван Дамм показали содержимое своих сундуков Лекуанту, однако ван Дамм внезапно схватил револьвер и бросился в капитанскую каюту. Там он показал дневник, в котором якобы записал всё, что происходило на борту, и угрожал опубликовать его в Бельгии. Лекуант держал ван Дамма под прицелом и с помощью чилийцев сгрузил его вместе с Варзее в шлюпку. Командир по непонятной причине дал каждому из мятежников по монете достоинством фунт стерлингов. Лишь в четверть второго ночи порядок был восстановлен. Оставшемуся в одиночестве матросу Дому предложили уволиться и тоже выдали 1 фунт стерлингов. Уже после возвращения в Бельгию он дал злопыхательское интервью, в котором заявил, что Жерлаш списал всех бельгийцев. 10 декабря уволили и механика Дювивье. Иностранцев стало больше, чем бельгийцев, вдобавок команда осталась без повара. Эту должность де Жерлаш поручил Мишотту. В конечном итоге команда сократилась до 19 человек, в которых командир мог быть более или менее уверен. В этих условиях был встречен угольщик «Марта», с которого перегрузили в трюмы 100 тонн топлива.
Далее экспедиция перешла в Ушуайю, куда прибыли 21 декабря. Путешествие вышло за заранее запланированные сроки, что делало проблематичным исследование Земли Грейама и достижение Земли Виктории в один сезон. Жерлаш договорился о партии угля, которая была поддержана неким аргентинским чиновником, однако городские власти не имели об этом понятия. Однако Жерлаш исходил из того, что научные задачи являются первостепенными, а Раковицэ и Арцтовский нашли на Огненной Земле огромное поле деятельности. Раковицэ мог настоять на суточной стоянке ради исследований ранее неизвестных улиток или водорослей. Амундсен пользовался простоями для лазанья по скалам и ледникам, а Фредерик Кук погрузился в этнографию огнеземельцев. Его интересовали коренные народы: алакалуфы, яганы (называвшие себя ямана) и она (называвшие себя селькнамами). У него был богатый опыт общения с эскимосами Гренландии, который пригодился на крайнем юге Америки. Кука сопровождал Арцтовский, тогда как барк ушёл в Лапатайю, где экспедиции гарантировали 40 тонн топлива. Американец и поляк остановились в миссии английского проповедника Джона Лоуренса, который давно занимался огнеземельцами. В сочельник Арцтовский отправился на «Бельжику». Рождество де Жерлаш праздновал особенно торжественно. На баке установили ёлку, судно было торжественно освещено и украшено флагами. Каждому участнику команды полагались подарки; к столу подали грог. 30 декабря вернулись в Ушуайю за Куком. Тот взял с собой Лоуренса, который хотел доехать до станции миссионера Томаса Бриджеса, расположенной в 35 милях к юго-востоку. В ночь на 1 января 1898 года против собственных правил де Жерлаш не стал становиться на якорь, в результате «Бельжика» села на вершину куполообразной скалы, вершина которой была на глубине четырёх метров. Здесь было сильное течение, из чего командир сделал вывод, что во время прилива барк освободится без больших усилий. Для облегчения судна на воду спустили все четыре шлюпки, а Кук, Лекуант и Арцтовский с берега измеряли высоту прилива. Из-за утреннего отлива «Бельжика» сильно накренилась на правый борт, возникло опасение, что корабль ляжет на бок и будет затоплен. Лукас Бриджес — сын Томаса — заметил работы на берегу и предложил помочь разгрузить трюмы до вечернего прилива. Вместе с Куком они привели двадцать огнеземельцев, которые работали на ранчо Бриджесов. Они выгрузили около 30 тонн угля, что было сделано вовремя: ветер нагонял волны, которые заливали люки верхней палубы. Когда начался отлив, де Жерлаш велел развести пары и слить запасы пресной воды. Однако во время следующего отлива барк накренился на левый борт, но с места судно так и не сдвинулось. Шторм при этом усиливался, грозя разрушить корпус. Жерлаш был полностью деморализован и плакал во время совещания с Лекуантом и Амундсеном. Арцтовскому и Данко было велено поднять на грот-мачте самый большой бельгийский флаг из имевшихся на борту. После этого были вновь разведены пары, а команду поставили на парусные работы; после 22 часов тяжелейшей работы судно освободилось. Пока команда приводила в порядок барк, Кук фотографировал и измерял племя она, стойбище которого располагалось рядом с ранчо.
7 января 1898 года «Бельжика» должна была следовать дальше. Перед отправлением Кук предложил отвезти в Америку ягано-английский словарь, который составлял Томас Бриджес. Он утверждал, что в Нью-Йорке имеются издательства, которые смогут воспроизвести транскрипционную систему. Однако владельцы рукописи не решились отдать результат тридцатилетнего труда врачу, который отправлялся в Антарктику. Поскольку на борту не было запаса пресной воды, предстояло зайти на Исла-де-лос-Эстадос, на котором тогда была каторжная колония. «Бельжика» была первым судном за 18 месяцев, которое зашло в гавань Сан-Хуан-де-Сальваменто. 14 января экспедиция отправилась в антарктические воды.

### Антарктический полуостров

#### Гибель Карла Августа Винке
Январь 1898 года был постоянно штормовым, команда вновь страдала от морской болезни. 19 января завидели мираж — отражение заснеженных Южных Шетландских островов, которые были далеко за горизонтом. В тот же день «Бельжика» прошла мимо первого встреченного айсберга. Они представляли существенную опасность, когда в ночь на двадцатое сгустился туман. В тот же день вновь вышел из строя конденсатор в машинном отделении, из-за чего Сомерс был вынужден понизить давление в паровом котле; машина делала не более 75 оборотов в минуту. Под парусами не удалось избежать столкновения с подводной частью айсберга, на поверхность всплыли куски древесины. После этого за штурвал встал лично лейтенант де Жерлаш. 22 января рулевую вахту стоял 20-летний норвежец Карл Август Винке, который после мятежа в Пунта-Аренасе получил повышение. Около полудня налетел шквал ураганной силы, Винке с великим трудом удерживал барк на курсе, уклоняясь от столкновения с айсбергами. Вскоре начался снегопад, волны захлёстывали палубу и заливали главный трюм через большой люк. Амундсен призвал своего соотечественника (угольные брикеты забили палубные шпигаты), и тот передал штурвал бельгийскому моряку Гюставу-Гастону Дюфуру. С палубы очистить шпигаты не удавалось, поэтому Винке лёг на планширь, страхуя Йохансена, который снаружи выбивал куски угля. Уклоняясь от айсберга, «Бельжика» легла другим галсом, после чего Винке был смыт океанским валом. Йохансен увидел с палубы, что Винке быстро уносит. На его призыв выбежали де Жерлаш и Лекуант, Дюфуру было велено развернуться против ветра. Бросили лот-линь, за который Винке удалось зацепиться и обмотать его вокруг запястий. Фредерик Кук начал подтягивать матроса, который сильно ослабел из-за переохлаждения (температура в тот день была 28.5 °F (−1,9 °C)). Лекуант обмотался канатом и сумел обхватить Винке, который ещё мог барахтаться. Очередным валом их подняло почти до планширя, Йохансен (его держали Амундсен и Данко) схватил Винке за левую руку, но в этот момент «Бельжику» качнуло, и норвежца унесло следующим морским валом, после чего товарищи беспомощно наблюдали, как он тонул. У Лекуанта случился нервный срыв, и он рыдал в отчаянии, что не удержал своего подчинённого. Де Жерлаш вновь стоял у руля и подвёл барк к земле. Судя по британской лоции, это был Лоу — самый южный из Южных Шетландских островов. Ветер теперь дул в корму, что позволило бросить якорь в спокойной бухте. Моральное состояние команды было крайне угнетённым, о чём свидетельствовали в своих дневниках Раковицэ (который не был непосредственным свидетелем происшествия) и Амундсен. Руаль восхвалял покойного соотечественника, но отметил, что тот не привязывался к страховке, несмотря на указания начальства.

#### Первая высадка на сушу
В пять часов пополудни 23 января «Бельжика» вошла в залив Хьюз на северо-западном побережье Земли Грейама. Здесь были открыты многие острова; для высадки избрали один, названный де Жерлашем в честь отца Огюст. В шлюпку сели де Жерлаш, Кук, Арцтовский, Раковицэ и Данко. На суше они провели около часа, собрали образцы горных пород, лишайников, мхов и морских водорослей; Данко поймал двух пингвинов, которых притащил под мышками. Кук и Жерлаш остались в шлюпке, чтобы её не разбило прибоем, и страховали товарищей, следя за ними в бинокль; на барк вернулись незадолго до полуночи. 24 января двинулись на поиски пролива в море Уэдделла; геологическое строение местности как будто бы позволяло его обнаружить. Хотя искомый пролив найден не был, но был найден водный путь между материком и прилегающими островами. Сначала де Жерлаш назвал открытый пролив именем своего корабля, но бельгийские географы позже назвали его в честь самого лейтенанта. 25 января выглянуло солнце, что позволило определить точные координаты и заснять береговую линию. Двадцать шестого Амундсен совершил лыжный поход на вновь открытом острове Ту Хэммок, по мнению полярника В. С. Корякина, — впервые в истории антарктических исследований, то же утверждал и Роланд Хантфорд. Это был и первый личный первооткрывательский рекорд будущего покорителя Южного полюса. Утром 27 января де Жерлаш двинул свой корабль в юго-западном направлении, несмотря на густой туман.
1 февраля на острове Кювервиль серьёзной опасности подвергся Раковицэ. Заметив в расселине отвесной скалы пучок растущей травы, он вознамерился непременно добыть её для изучения. Во время восхождения на него напали два поморника, у которых рядом было гнездо. Румыну пришлось отбиваться ледорубом, на котором он подтягивался, но в конечном итоге он добыл биологические образцы. Это было самое южное цветущее растение в мире Deschampsia antarctica. Были и другие открытия, в частности нелетающая мошка Belgica antarctica. Именно Раковицэ отметил, что все антарктические экосистемы связаны с морем прямо или косвенно. Исследуя пингвинов, он не избежал антропоморфизации этих птиц, уверяя, что их разные виды являются носителями разных идеологий. Согласно его мнению, субантарктические пингвины являются «коммунистами» и обладают очень прочными социальными связями, тогда как антарктические пингвины — строгие индивидуалисты, которые устраивали яростные драки за участки для гнездования. Их поведение он сравнивал с «торговцами рыбой, сомневающимися в свежести товаров друг у друга». Трёх субантарктических пингвинов доставили на борт «Бельжики»; двое быстро умерли, а третий освоился на палубе и стал любимцем всей команды. Раковицэ и его ассистент — норвежец Йохан Корен — усердно занимались заготовкой биологических образцов, их препарированием и консервацией. Всего за три недели натуралист собрал образцы более 400 биологических видов — от микроскопических диатомей до крупных позвоночных, из которых 110 были неизвестны ранее.

#### Остров Брабант
Географические исследования были намного сложнее, поскольку из-за постоянной пасмурности и тумана Лекуанту удалось точно определить координаты всего в пяти точках. Для картографирования приходилось объезжать все встреченные земли и забираться триангулировать на вершины скал, подчас рискуя жизнью. 30 января разразился сильный шторм, во время которого был открыт остров Брабант. Было решено порепетировать будущую зимовку: на остров высадили де Жерлаша, Кука, Амундсена, Данко и Арцтовского, которым предстояло забраться на высочайшую вершину и произвести измерения при помощи теодолита. На всякий случай взяли провианта на две недели, хотя рассчитывали справиться за восемь дней. Десантирование осуществляли Лекуант и матросы Толлефсен и Кнудсен, которые вернулись на «Бельжику». Несмотря на прибой, удалось доставить пару гружёных нарт, которые потащили по сорокаградусному склону, покрытому рыхлым снегом. Ровную площадку нашли на высоте 1100 футов, на что понадобилось четыре часа изнурительного пути. Ветер усиливался, поэтому в снегу выкопали яму, на дно которой поставили шёлковую палатку. Врач Кук отмечал, что для непривычных людей установка палатки в шторм была сложной задачей. Восхождение продолжилось 31 января в густом тумане, которым сменился штормовой ветер. Оказалось, однако, что глубокая расселина не позволит двигаться избранной трассой. Жерлаш и Данко, научившиеся в Норвегии ходить на лыжах, двинулись на разведку, после чего Данко упал в расселину, скрытую снежным мостом. Жерлаш, привязанный к нему, зацепился длинными лыжами и вытащил товарища. После многих попыток дойти до пика пришлось установить теодолит на достижимой скальной площадке примерно на высоте 1000 футов над морем.
4 февраля Кук и Амундсен решили покорить вершину острова из спортивного интереса, даже не взяв навигационных инструментов. Кук начал вырубать лестницу для снегоступов на ледяном склоне, Амундсен был привязан к нему верёвкой. Он был тяжелее американца, что создавало известный риск при падении. Тем не менее, полярники преодолели опасный ледяной гребень и поднялись на недоступное для саней и лыжников плато. Кук заметил подходящий для перехода снежный мост и отправился на разведку. Амундсену вырубили во льду седалище и приступку для ног, на случай, если снежный мост рухнет, и Кука придётся вытягивать из пропасти. Мост выдержал, и путешественники продолжили путь. Когда они вернулись, на палаточный лагерь обрушился ураганный ветер с дождём. Стенка палатки из прорезиненного шёлка не выдержала напора ветра, а попытка скрепить её булавками была безуспешна. Пришлось сбить из мокрого снега вал, которым изолировали оставшуюся часть палаточного тента. Люди страдали от повышенной влажности: с потолка палатки капало, промокли и спальные мешки, а снег под ними таял. К утру дождь только усилился. Когда несколько прояснилось, в зоне прямой видимости оказалась «Бельжика», после чего полярники дали сигнал и в пять часов вечера были подобраны Лекуантом. Высадка на остров Брабант была крайне неудачной: топографическая съёмка не дала результатов, а люди вконец измучились. Неудачным оказалось и походное снаряжение. Амундсен с Куком по результатам похода пришли к выводу, что необходима палатка конической формы, которую будет обтекать воздушный поток, а также спальный мешок с капюшоном, который затягивался вокруг лица. Норвежец записал в дневнике: «…следует использовать максимально облегчённую одежду, всегда иметь при себе спички в водонепроницаемой упаковке и солнечные очки и всегда связываться попарно».

### Море Беллинсгаузена
12 февраля произошла высадка на мысе Ренара — двадцатая по счёту во время экспедиции, что было больше, чем во всех предыдущих путешествиях в Антарктику вместе взятых. К тому времени полярный день уже закончился, и тёмное время суток неуклонно прибывало. Жерлаша беспокоило, что экспедиция полностью вышла из графика и может не успеть достигнуть Земли Виктории в этом же сезоне. Обогнув мыс, «Бельжика» двинулась по неизвестному проливу с отвесными скальными стенами и вышла на океанский простор, хотя на горизонте наблюдались сотни айсбергов. Двигаться далее было можно только по кромке льда, хотя преобладающие ветра дули в южном направлении. Уже наутро 13 февраля спустился густой туман, однако стоявший вахту Амундсен заметил, что барк несёт на рифы. Благодаря мгновенной реакции де Жерлаша «Бельжика» прошла в буквальном смысле в считанных метрах от подводных скал. Экспедиция миновала два стофутовых айсберга, сидящих на мелководье, которые норвежский штурман сравнил с «триумфальными воротами». Далее можно было двигаться в море Беллинсгаузена юго-западным курсом. Хотя небо было сплошь облачным, Лекуант определил по счислению, что Южный полярный круг они пересекли 15 февраля. Ледовые поля становились всё более сплочёнными, командиру приходилось постоянно сидеть в «вороньем гнезде», отыскивая самые малые проходы, постоянно менявшиеся в зависимости от ветра, течений и температуры воздуха. На юго-востоке на облаках было постоянное отражение от полей пакового льда. 20 февраля барк впервые был зажат между ледовыми массивами, но через час или два освободился; проявились все лучшие черты конструкции ледового судна. 21 февраля де Жерлаш описал в дневнике примечательный мираж, напоминавший город у моря. 23 февраля де Жерлаш и Кук рискнули спуститься на лёд, в результате не умевший плавать лейтенант провалился в полынью, прикрытую сверху слоем снега, но американец схватил его за капюшон и вытянул на твёрдую поверхность. Температура в этот день была 6 °F (−14 °C). Жерлаш настаивал на продолжении плавания, ибо бельгийцы не добрались даже до самой южной точки, достигнутой Куком в 1774 году (71°10′ ю. ш.), хотя в море Беллинсгаузена никто не опускался до столь южных широт. Однако на юге виднелось «водяное небо» (отражение открытых разводий на низкой облачности), и командир вёл экспедицию дальше. Впрочем, вечером 23 февраля де Жерлаш поднял в кают-компании вопрос, как офицеры и учёные отнесутся к возможности зимовки во льдах. В дневнике Кука записано, что все высказались однозначно отрицательно. Сам он, имея гренландский опыт, тоже считал, что дрейф бесполезен, ибо экспедиция не готова к таким условиям, а судно может быть потеряно. Амундсен также записал в дневнике, что учёные были «напуганы». Норвежец, напротив, стремился достигнуть максимально южных широт и осуждал Раковицэ и Арцтовского, которые, по его мнению, должны были стремиться открыть неизведанные земли. Шторм 28 февраля взломал ледовые поля и открыл путь на юг, позволив преодолеть семидесятую широту.
Ураганные ветра требовали либо возвращения на север, либо углубления в сплочённые ледовые поля. По мнению Дж. Сэнктона, де Жерлаш сознательно затягивал сроки, поскольку знал, что экспедиционный фонд располагал на тот момент 16 000 франков, что не позволило бы провести второй сезон в будущем году. Вдобавок он был убеждён, что, даже если зазимовать в Аргентине или Чили, это будет чревато дезертирством большей части команды. Достигнутых результатов было мало для сенсации, которая бы окупила предприятие в моральном смысле, первая зимовка за Южным полярным кругом сама по себе была бы выдающимся достижением, которая сделала бы будущий отчёт об экспедиции событием и, вероятно, прибыльным изданием. Лекуант полностью поддержал своего командира. 1 марта небо стало совершенно чистым на 360°, однако ледовые поля быстро смыкались. Движение стало совершенно невозможным ко 2 марта, невозможным было и возвращение на север: молодой лёд быстро нарастал, спаивая поля старого пака. 5 марта де Жерлаш записал в дневнике, что приказал распустить все паруса, но «Бельжика» не двигалась. Предстоял ледовый дрейф в обстановке полярной ночи.

### Ледовый плен

#### Приготовления
6 марта небо вновь прояснилось. Это позволило Лекуанту определить, что за неделю экспедиция прошла 100 миль, и от Земли Грейама «Бельжику» отделяло около пятисот миль. Имевшиеся карты не позволяли определить, имеется ли какая-либо земля к югу от их нынешнего положения. В кают-компании произошёл крупный конфликт. Фредерик Кук в буквальном смысле умолял де Жерлаша попытаться прорваться на север, поскольку считал дрейф на корабле практически обречённым. Учёные обвинили командира в «предательстве», Арцтовский напомнил об устных договорённостях не зимовать во льдах. Чтобы успокоить команду, Лекуант заявил, что дрейф идёт в северном направлении, и всего за два дня корабль преодолел географическую минуту широты. Однако наедине он рассказал Амундсену, что это откровенная ложь, так как, начав дрейф в точке 71°19′ ю. ш., 8 марта «Бельжика» была на 71°26' ю. ш., проделывая по три мили в сутки в юго-западном направлении. Жерлаш, однако, делал вид, что всё в порядке, и даже приказал поддерживать огонь в кочегарке, чтобы сразу развести пары по достижении кромки льда. Впрочем, в южном направлении наблюдалось «водяное небо», и Жерлаш с Лекуантом могли рассчитывать на большее продвижение в южном направлении. Однако как раз 8 марта «водяное небо» исчезло, а льды смёрзлись окончательно.
Команда почти неделю свыкалась с необходимостью зимовки. Настроения не прибавило то, что 5 марта в мучениях умер субантарктический пингвин, прозванный Бебе; матросы сочли это дурным предзнаменованием. Большинство членов экипажа считало себя вправе обвинять начальство в намеренном вмораживании барка в лёд. Лекуант при этом заявил, что они с Жерлашем честно попытались вернуться на север, но лично первый помощник был «рад провалу этой попытки». Полярная ночь должна была начаться в мае и продлиться, по расчётам Лекуанта, три месяца, поэтому оставшаяся часть марта и апрель были посвящены приготовлениям к зимовке. Паруса были просушены и убраны, гребной винт извлечён из колодца на корме, кочегарка была потушена, а паровая машина законсервирована. Кук предложил сбить вокруг корпуса барка снежный вал, который доходил до фальшборта. В марте наружная температура в среднем достигала −5 °F (−21 °C)), снасти полностью обмёрзли. Дальше снегопады полностью завалили верхнюю палубу, которую не очищали, поскольку снежная изоляция позволяла поддерживать в жилых помещениях 50 °F (10 °C); Фредерик Кук считал эту температуру «комфортабельной». 15 марта в три часа утра доктор отправился на лёд понаблюдать южное полярное сияние. С собой он взял спальный мешок. Случайно это совпало с проверкой судовых хронометров по затмению спутников Юпитера, которую проводил Лекуант. Наблюдая в телескоп, он принял Кука, завернувшегося в свой спальник, за тюленя и не выстрелил только потому, что было недостаточно светло. 16 марта Жерлаш, Лекуант и Мелер приступили к ревизии припасов. В трюмах приходилось освещаться свечами. Обнаружилось, что в результате штормов и неаккуратности повара все ящики были перемешаны. Оказалось также, что в кормовом трюме были разбросаны брикеты взрывчатки и рассыпаны патроны. Жерлаш распорядился поддерживать у кормы «Бельжики» постоянную прорубь на случай пожара.

#### Зимовочный быт
|  |

Жерлаш писал, что «Бельжика» перестала быть судном и превратилась в тюрьму. Субординация продолжала поддерживаться. Рядовые оставались в кубрике под полубаком, койки крепились вдоль бортов. Общий стол располагался под световым люком. Единственными средствами развлечения были аккордеон Йохансена и кларнет ван Мирло, на котором тот играл, по общему мнению, «плохо». Помещение матросов соседствовало с камбузом, рядом с которым имелся санузел. Запасы топлива позволяли устраивать раз в неделю банно-прачечный день. Используя материалы, заготовленные для зимовочной базы, в марте на верхней палубе был возведён навес, под которым разместили кузницу и слесарную мастерскую, а также чаны для растапливания пресного льда. Кук и ван Риссельберг начали охотиться на тюленей, чтобы смешивать уголь с ворванью с целью экономии топлива. Тюлений жир горел с резким запахом, к которому люди быстро привыкли. Офицерская кают-компания располагалась в конце палубной надстройки по левому борту. Здесь имелся механический орган, стены были увешаны раскрашенными видами Бельгии и фото возвращения Нансена в Норвегию. Офицерская посуда и салфетки были украшены эмблемой экспедиции — якорем и свитком с надписью «Бельжика». Было решено подарить посуду тому учёному, который после окончания похода первым женится. Судовая библиотека также хранилась в кают-компании, причём Кук, воспитанный методистом, возмущался, что там была единственная на всё судно Библия и ни одного молитвенника. Хотя все бельгийцы (и поляки) были католиками, а остальные протестантами, Жерлаш не был религиозен и не стремился проводить церковных служб. Жерлаш и Лекуант обитали в индивидуальных каютах, у командира была даже собственная уборная. Амундсен делил одно помещение с Мелером и быстро с ним поссорился; в конце концов бельгиец перебрался к матросам на бак, оставив каюту норвежцу. Арцтовский, Данко, Кук и Раковицэ с трудом помещались в общей каюте. Проход между койками был крайне узким, на верхних койках было невозможно сесть, не ударившись головой о подволок. Куку это настолько надоело, что он избавился от матраца и постели, и пользовался только спальным мешком из оленьего меха, лишь бы выкроить несколько сантиметров над головой. Атмосфера в каюте учёных была удушливой, так как Кук не любил мыться и стирать одежду, а Данко беспрерывно курил трубку. Большую часть времени врач проводил в фотолаборатории, там же он вёл дневник. Американца больше всего интересовало, как люди будут реагировать на изоляцию, холод, стресс и страх. Несмотря на бытовую нечистоплотность, Фредерик Кук стал самым популярным членом экспедиции, способным найти с каждым общий язык.
На льду были сооружены два навеса для магнитных и метеорологических наблюдений. Данко и его ассистент Дюфур поставили магнитную обсерваторию подальше от судна, чтобы вносить минимальные искажения в показания приборов. Поначалу команда была активна, стремясь заполнить работой день и избавиться от хандры. Самыми трудоёмкими были: снятие приборных показателей через каждые два часа и доставка льда для получения пресной воды. Со временем лёд приходилось рубить всё дальше и дальше от «Бельжики», поскольку ближайшие окрестности были загажены угольным шлаком и пылью, мусором и останками добытых тюленей и пингвинов. Раковицэ использовал пожарную прорубь для ловли морских организмов, добывая образцы планктона, диатомей и даже открыл три новых вида рыб: Racovitzia glacialis, Gerlachea australis и Nematonurus lecointei. В этом ему охотно помогал Амундсен. Арцтовский измерял морские глубины, определил, что судно дрейфует над краем континентального шельфа и верно предположил, что Антарктида является материком. Глубины в этих местах иногда превышали 1500 м, так что лот не достигал дна.
Мартовско-апрельские шторма сильно осложняли наблюдения за пределами корабля. Данко и Лекуант первыми пострадали от обморожений при навигационных и астрономических измерениях: физик обморозил ногу и оторвал кусок кожи из глазной орбиты, с которой соприкасался на морозе окуляр. Лекуант, потеряв ресницы, стал пользоваться фланелевой маской для работы с секстантом. Вскоре стало невозможно пользоваться гигрометрами и искусственным горизонтом, ртуть в котором замёрзла. В конце концов Кук, Амундсен, Толлефсен и Йохансен соединили наблюдательные будки телеграфной линией с каютой астронома Лекуанта. Когда требовалось сверить ход хронометров, Добровольский работал на воздухе с телескопом и отправлял телеграммы капитану. Система проработала всю полярную ночь. Жерлаш запретил удаляться от «Бельжики» дальше прямой видимости. Сам он охотно бегал на лыжах до ближайшего айсберга.

#### Полярная ночь
По мере наступления темноты экипаж погружался в депрессию. Жерлаш доверился опыту доктора Кука, который охотно и помногу общался с матросами, расспросив, что вызывает дискомфорт у каждого. Также он выяснял, чего больше всего не хватает каждому человеку, и какие сюжеты чаще всего появляются в сновидениях; ответы фиксировались. Кук установил, что главными источниками депрессии являются отсутствие женского общества и скверная кормёжка. Основу рациона составляли консервы, купленные в Норвегии, но их ассортимент успел приесться за полгода плавания. Кроме того, Мишотт, исполнявший обязанности кока, был плохим поваром, который умудрялся испортить даже готовые блюда, типа норвежских фрикаделек (kjøttboller). Даже Лекуант жаловался, что стряпня Мишотта делала все блюда одинаково безвкусными. Из-за этого совместные трапезы, которые традиционно были в полярных экспедициях одним из главных развлечений и источником хорошего настроения, превращались в пытку. Когда моряки потребовали приготовить свежее мясо тюленей и пингвинов, Мишотт создал некое подобие рагу, напоминающее по вкусу и консистенции (как писал в дневнике Кук) «нечто среднее между говядиной, уткой и треской с душком». При этом оскорбился командир Жерлаш, который много сил и времени посвятил разработке судового рациона; Данко также заявил, что лучше умрёт, чем ещё раз возьмёт в рот мясо пингвина.
Жерлаш стремился поднять настроение людям всеми мыслимыми способами. Праздники устраивались едва ли не еженедельно, даже Первомай. Это вызвало ехидные комментарии в дневнике Амундсена в адрес «социалистов»: норвежец ожидал 17 мая. Праздничные трапезы неизменно сопровождались возлияниями. Для офицерской кают-компании Раковицэ стал рисовать ежедневный журнал, который, по словам Джулиана Сэнктона, являет собой единственный в своём роде источник: «нефильтрованную картину жизни на борту „Бельжики“». Там много непристойностей, например, состояние задней части Арцтовского в разную погоду (надувается на ветру, провисает под дождём, сморщивается в сухую погоду и вздувается во время шторма). В выпуске «Удовольствия Мехелена» была помещена карикатура на Данко, показанного лежащим в канаве и смотрящего под юбку писающей женщины. Хватало и скатологической тематики: Арцтовский проповедует пингвинам, которые обдают его гуано, или на него изливается гуано по дуге южного сияния во время наблюдений. Скабрёзностей не любили лишь Кук (который взамен никогда не обижался), склонный к аскетизму Амундсен и вечно серьёзный Арцтовский, который и был главной мишенью шуток и подколок. Однажды Раковицэ за столом намазал ему хлеб вазелином вместо масла. Кук, будучи медиком, не одобрял бесед на сексуальные темы, считая нездоровой концентрацию на объектах, которые будут недоступными в течение долгого времени. Воздержание он полагал в высшей степени полезным. Лекуант в ответ разыскал в своей каюте комплект иллюстрированного журнала — подарка антверпенского мецената, в котором было множество фотографий парижских светских львиц, актрис и артисток кабаре. Первому помощнику пришла в голову идея «заочного конкурса красоты». Работа в кают-компании (рядовых не посвящали) кипела: было отобрано около пятисот женских изображений, которые были классифицированы по позам, одеяниям и даже частям тела («красота рук», «рот (лук Купидона)», талия, ноги). Отбор продолжался целых три дня и завершился 10 апреля. В «финал» вышли Клео де Мерод и американка Клара Уорд. Лекуант — поклонник Уорд — очень хотел привлечь на свою сторону Кука, которому вручили решающее право голоса, а главным судьёй назначили Арцтовского. В итоге победила именно Клара Уорд. Лекуант настолько обрадовался, что зарядил в орган перфоленту с бельгийским гимном задом наперёд. Оказалось, однако, что это был один из последних счастливых праздников на борту.
Жерлаш настаивал, что лучшим лекарством от депрессии является регулярная работа. Рабочий день продолжался с восьми часов утра до пяти пополудни. Его основным содержанием было наведение порядка в трюмах и жилых помещениях, а также добыча и растопка льда и охота. Вечером люди обычно развлекались (чтением или игрой в карты), чинили одежду и обувь. Если были ясные лунные ночи, устраивались мероприятия на свежем воздухе, на чём настаивал Кук. По праздникам и воскресным дням команде варили грог и выдавали 150 граммов красного вина из Бордо. По результатам авралов, если де Жерлаш был доволен чистотой помещения, дополнительно выдавали премию в виде стакана портвейна. Вне данных случаев алкоголь не допускался. Однако уже с начала мая часть матросов стала игнорировать приказы и отказывалась покидать тёплый кубрик, всё больше нареканий вызывало качество еды. Лекуант писал в дневнике, что был поражён тем, как де Жерлаш навязчиво рассуждал, что именно пресса напишет после возвращения о тех или иных его действиях. 17 мая началась полярная ночь, которая длилась до 23 июля — семьдесят дней без Солнца. Состояние льдов было относительно спокойным, два майских ледовых сжатия продемонстрировали прочность норвежского промыслового судна, которое однажды выдавило над гребнем сжатия.

#### Смерть Эмиля Данко. Эпидемия цинги
После наступления темноты произошло резкое ухудшение самочувствия команды. Почти все страдали диареей, головокружениями и головной болью, к этому добавилась бессонница. Многие спали по девять и более часов, но жаловались на вялость и неспособность работать. Кук свидетельствовал, что случайно подобранные люди сильно устали друг от друга, и уединение было бы лучшим лекарством. Склонный к депрессиям де Жерлаш появлялся только во время трапез, выслушивал утренний доклад по кораблю и вновь запирался в каюте. Хорошо себя чувствовали только доктор Кук и штурман Амундсен, который 30 мая записал в дневнике, что стремился испытывать себя в подобных условиях и совершенно не жалеет о своём выборе. Хуже всего приходилось Данко, у которого Кук диагностировал порок сердечного клапана, который быстро прогрессировал. Врач записал в дневнике, что опасается остановки сердца в течение ближайшего месяца. 4 июня произошло резкое ухудшение состояния 28-летнего учёного. Он больше не был в состоянии принимать пищу, сильно хрипел. 5 июня Кук был вынужден вколоть ему морфий, чтобы Данко заснул, и предупредил командира, что ожидает конца. В семь часов вечера Эмиль Данко тихо скончался на диване в кают-компании в окружении коллег: Лекуант был его сокурсником по военной академии, а командир — ближайшим другом. Жерлаш распорядился накрыть тело бельгийским флагом, ночное бдение провели сам командир, Лекуант и Амундсен. Из соображений гигиены потушили печку и открыли верхний световой люк, поскольку тело быстро разлагалось. На следующий день был объявлен траур, а матрос Кнудсен зашил тело в саван из парусины. Ван Риссельберг положил на грудь усопшего засушенный букетик цветов, подаренный матерью как талисман. Тело было погребено по морскому обычаю во вновь открывшейся полынье. 26 июня Кук записал в дневнике, что день или два назад издох кот Нансен, демонстрируя все симптомы острого умственного расстройства: одновременную вялость и агрессию. Эти симптомы более или менее проявляли все живые существа на борту.
Исследуя самочувствие людей и пытаясь практиковать светотерапию, Фредерик Кук неожиданно обнаружил, что вся команда поражена цингой. С его точки зрения, это была загадка, поскольку консервы были доброкачественными, и команде выдавалось достаточно лимонного сока. Имея опыт жизни в Арктике, он прописал команде пингвинятину и тюленину если не в сыром виде, то с минимальной термической обработкой. Амундсен первым последовал его совету и съел в сыром виде добытого им пингвина, которого сравнил по вкусу с жирной курицей. Его состояние улучшилось почти мгновенно; механизм этого явления Кук был не в состоянии объяснить. Лишь после открытия витаминов оказалось, что взятые консервы практически не содержали витамина C, не было его и в лимонном соке, прошедшем термическую обработку. Однако опыт штурмана вступил в противоречие с мнением команды и лично де Жерлаша. Бельгийцы испытывали отвращение ко вкусу и запаху тюленьего и пингвиньего мяса. Кук пытался объяснить, что лимонный сок бесполезен, что его качества уничтожены процессом консервирования (будучи интуитивно прав). Несмотря на позицию де Жерлаша, Кук и Амундсен каждый день охотились, создавая запасы свежего мяса, понимая, что вскоре оно понадобится команде в больших количествах. При взвешивании Амундсен поставил рекорд на борту, набрав 87,5 кг. За время полярной ночи норвежец сильно сблизился с американцем. Их роднили полярные амбиции и стремление наилучшим образом приспособиться к среде заполярных стран. Кук и Амундсен, испытав костюмы Нансена из волчьего меха, сильно вспотели и поняли, что эскимосская аборигенная одежда способствует также вентиляции. В дневнике Амундсена сохранились зарисовки спальных мешков разной конструкции с комментариями Кука. Доктор предпочитал мешок системы Пири с отдельными рукавами, тогда как Амундсен предпочитал нансеновскую конструкцию.
10 июля Лекуант обнаружил у себя и де Жерлаша отёчность конечностей, характерную для цинги. Опасаясь за жизнь, он передал Амундсену сведения, как открыть сейф с экспедиционной документацией, и завещал сундук с письмами родным, которые следовало переслать после возвращения. Лейтенант Жерлаш был крайне недоволен, поскольку бельгийской экспедицией мог по контракту командовать только бельгиец. Кук всё-таки заставил старшего помощника съесть бифштекс из филе пингвина. Диагностировав Лекуанту тахикардию, Кук перевёл его на диету из сырого мяса и горячей воды и прописал трижды в день фототерапию на камбузе (человека ставили в голом виде у открытого огня, который заменял солнечный свет). Вопреки ожиданиям врача, к 18 июля Лекуант смог вернуться к своим обязанностям. К тому времени совсем плохи были сами де Жерлаш, Раковицэ, Арцтовский и Добровольский, у матроса Кнудсена были сильнейшие отёки, а у Мелера частота сердцебиения достигала 150 ударов в минуту. Кук перевёл всех на сырое мясо или тюленину, обжаренную на оливковом маргарине, с клюквенным соусом. Когда человек становился достаточно крепким, врач принуждал его к физической активности. Де Жерлаш мог есть только обжаренное до корочки мясо (да и то с зажатым носом), поэтому выздоравливал крайне медленно. Доктор рассчитывал только на окончание полярной ночи.

#### Антарктическая весна. Психосоматическая эпидемия
22 июля, пользуясь ясной погодой, Кук, Жерлаш, Лекуант и Амундсен взобрались на вершину ближайшего айсберга, высматривая зарю. Командир был в наихудшей физической форме и с трудом выдержал экскурсию. Впоследствии он утверждал, что солнце взошло 21 июля — в день восшествия на престол короля Леопольда. День быстро прибывал, что позволило экипажу вернуться к обычной деятельности: Сомерс целыми днями пропадал в кузнице, приводя в порядок лот, учёные вернулись к измерениям. Июль и август были зимними месяцами, и команде понадобилась одежда для наружных работ. Амундсен предложил сшить её из шерстяных одеял красного цвета, имевшихся в избытке на борту. Работы были начаты немедленно. Использовались также волчьи шкуры, некоторый запас которых привёз с собой из Арктики Кук. Амундсен считал эстетичным яркий цвет одеяний на фоне льда. Состояние здоровья людей в целом улучшалось, однако в тяжёлом положении оставались матрос Кнудсен и сам де Жерлаш. Пингвинов и тюленей не было в окрестностях судна, и приходилось использовать только запасы дичи, заготовленные в предыдущие месяцы. 31 июля Кук отпросился у командира в 17-мильное путешествие к видимому на горизонте айсбергу: поискать дыхательные лунки тюленей и стойбища пингвинов. Вероятно, это был первый поход по антарктическим паковым льдам. С врачом отправлялись Амундсен и Лекуант. Планировалось провести в пути не менее двух дней (запасов взяли на десять), а заодно испытать доработанные паруса для нарт и коническую палатку, сшитую по опыту, обретённому на острове Брабант. Путешественники провозгласили себя «рыцарями Ордена Пингвина», а ван Риссельберг вырезал из консервных банок медали с профилем пингвина для ношения рыцарями на шее.
Поход оказался тяжёлым. Даже Кук и Амундсен утратили за зиму физическую форму, сильно потели в новых полярных костюмах и останавливались перевести дыхание. Скорость передвижения была крайне низкой, Кук постоянно подчёркивал неэффективность путешествий, в которых люди тянут сани с снаряжением. Это было сильным контрастом с гренландскими собачьими упряжками. Парус помогал передвижению: твёрдый наст был ровным, а тяжёлый груз на нартах обеспечивал устойчивость. Вскоре оказалось, что лёд в основном сильно изломан, а визуальная близость айсберга была оптической иллюзией. Наконец, путь преградило поле молодого льда не толще трёх дюймов. Путешественники рискнули ступить на него и дошли до обширной полыньи, изобиловавшей тюленями, пингвинами и даже китами. Для охоты была нужна лодка или хотя бы каяк. Требовалось найти обходной путь по старым ледовым полям. За первый день Кук, Амундсен и Лекуант прошли семь миль. Палатка оказалась слишком тесной для троих, переодеваться для ночлега пришлось по очереди. Чтобы растопить лёд и сварить ужин на спиртовой печке, понадобилось шесть часов. Ночью налетел шквал, и палаточная конструкция устояла, мороз был такой, что остановились часы у всех троих. На следующий день путники отправились на разведку налегке, но не смогли найти удобного пути к айсбергу. Температура упала до −31 °F (−35 °C), поэтому Лекуанта оставили готовить горячую пищу, а Кук с Амундсеном решили возвести иглу. Несмотря на то, что работал в основном Фредерик, они с норвежцем справились за три часа. Все нашли эскимосское убежище несравнимо удобнее палатки: оно было просторным, сухим, со свода не падал конденсат (влагу уносило через вентиляционное отверстие в своде), свет свечи отражался от ледяных стен. Амундсен обнаружил, что может заполнять дневник без перчаток. Было решено задержаться на день или на два, пока замёрзнут полыньи. Люди чувствовали себя вольготно и проводили время за карточной игрой. 3 августа спустился густой туман, в котором путешественники потеряли из виду «Бельжику». Было решено возвращаться. Лекуант беспокоился, что если они возьмут неправильный компасный пеленг, то расхождения в полмили будет достаточно, чтобы никогда не вернуться на судно. Ночью началось торошение льда, и с трудом удалось найти ровную льдину не более двадцати метров в диаметре. Ночью пришлось дежурить по очереди. На следующий день переходы сводились к переброске саней с одной ломаной льдины на другую. Наконец, 4 августа был опознан айсберг, с которого путешественники наблюдали полярный рассвет. Вскоре в тумане показалась и «Бельжика», на льду встретили Мирло и Толлефсена. Однако Мирло провалился в возникшую ледовую трещину, и было решено переночевать в палатке. 5 августа группу Кука отнесло далеко, так что мачты барка были едва видны. Только смена направления ветра вернула путешественников на корабль; у них уже заканчивались запасы топлива и пищи. Поход группы Кука ухудшил настроение на борту, поскольку доказал, что покинуть судно будет невозможно.
7 августа Мирло привели к доктору Куку, ибо первый посредством записки сообщил товарищам, что ничего не слышит и не может говорить. Доктор диагностировал «истерический криз», который мог прогрессировать. Лечения не существовало, оставался круглосуточный присмотр за больным. Через неделю Мирло смог говорить, но когда обрёл дар слова, заявил, что убьёт механика Сомерса. Безумие Мирло испугало матросов. Жерлаш страдал жестокими головными болями, которые Кук связывал с «полярной анемией», у Йохансена и Кнудсена вновь опухли ноги и наблюдалась тахикардия (150 ударов в минуту), тогда как у Арцтовского сердце сокращалось только 46 раз в минуту. Толлефсен стал искать уединения и демонстрировал сильный страх при малейшем сотрясении корабельных конструкций. Морозы не ослабевали. Самую низкую температуру, а именно −45,6 °F (−43,1 °C), измерили 8 сентября в четыре часа утра. На таком морозе при моргании смерзались ресницы, а также обмораживались дыхательные пути, вызывая мучительный кашель; люди вновь оказались заперты в отапливаемых помещениях. Кук в дневнике отмечал, что, если «Бельжика» не освободится полярным летом, экспедиция погибнет в полном составе. Ему удалось передать своё беспокойство Лекуанту, который решил испытать взрывчатку и разрушить гребень сжатия. Оказалось, что «тонит» (который рекламировался как превосходящий по силе динамит), упакованный в восковые цилиндры, разложился от жары и сырости при переходе через тропики. Удалось найти около полутора сотен неповреждённых шашек, но при попытке их взорвать, вещество сгорело, лишь слегка опалив поверхность льда. Наконец, в конце сентября стали возвращаться животные. Чтобы стимулировать людей охотиться, Кук 20 сентября объявил, что цингой в тяжёлой стадии больны Мелер, Мишотт и сам де Жерлаш. Это усугубило депрессию командира, который винил себя в неправильном снаряжении экспедиции.
22 сентября Жерлаш устроил официальное совещание в кают-компании с целью выработки плана дальнейших действий. Ранее, 15 и 16 августа, Лекуант, по результатам путешествия с Куком и Амундсеном, предложил после освобождения «Бельжики» перезимовать во Французской Полинезии и заказать для перевозки в Австралию ездовых собак. Далее следовало высадить команду «Ордена Пингвина» со 100-дневным запасом провианта на мысе Гаусса, чтобы достигнуть Южного магнитного полюса на лыжах и собачьих упряжках и благополучно вернуться. Этот план принадлежал Фредерику Куку, который и поднял вопрос о его выполнимости. Жерлаш предложил проголосовать, согласны ли учёные и офицеры работать в Антарктике до 1900 года. Раковицэ и Арцтовский воздержались, Лекуант, Кук и Амундсен были «за», а сам де Жерлаш в конце концов принял их сторону. 23 сентября де Жерлаш потребовал от Лекуанта переписать протокол совещания, но ему было отказано. Между 24 и 26 октября Жерлаш и Лекуант обменялись официальными письмами. Командир, очевидно, пребывая в угнетённом состоянии духа, настаивал на возвращении в Европу. Если Лекуант желал покорить магнитный полюс, Жерлаш предложил заказать в Нью-Йорке небольшую шхуну, которая доставит его с Куком и Амундсеном на Землю Виктории. Финансирование предлагалось устроить через австралийскую прессу. Лекуант на это откровенно заявил, что у Жерлаша «помутился разум». На этом обсуждения завершились. В октябре началось резкое потепление, принесшее 25-дневный снегопад, полностью заваливший судно.

#### Ноябрь — декабрь. Мятеж Амундсена и безумие Толлефсена
|  |

Совещание в кают-компании 13 ноября ознаменовалось двумя скандалами. Арцтовский протестовал против требования Жерлаша передать все метеорологические данные ему с целью доставки в Бельгийскую метеорологическую службу. Поскольку у поляка не было высшего образования, он опасался, что не сможет воспользоваться добытыми им самим данными, которые позволили бы сделать имя в науке. Далее Арцтовский и де Жерлаш общались по переписке, тон которой постепенно повышался. Свои записные книжки Арцтовский так и не отдал. На том же совещании Амундсен впервые прочитал контракт, который де Жерлаш и Лекуант подписали с Королевским бельгийским географическим обществом. Его пятая статья прямо предписывала, что экспедиция, невзирая на все обстоятельства, должна оставаться под началом любого офицера-бельгийца или учёного. Иными словами, в случае гибели Жерлаша или Лекуанта командиром оставался Мелер, с которым Амундсен не общался. Ощущая себя «бесконечно униженным», норвежец потребовал аудиенции у командира. Разговор состоялся 15 ноября: Амундсен решительно заявил Жерлашу, что «никакой бельгийской экспедиции для него больше не существует». Однако он оговорился, что теперь рассматривает «Бельжику» не как место службы, а как самое обыкновенное судно, поэтому его долгом является вывести её из льдов. По совету Кука Руаль составил длинное письмо на норвежском языке, где подробно разъяснил свою позицию. В автобиографии, опубликованной четверть века спустя, Амундсен кратко писал, что руководство экспедицией перешло к нему, и ни разу не назвал Жерлаша по имени. По словам биографа Амундсена — Тура Буманн-Ларсена, индивидуальный мятеж имел двойную — личную и национальную — подоплёку. Амундсен осознавал, что без норвежцев бельгийская экспедиция вообще не смогла бы осуществиться, и прямо заявил, что скандинавы и бельгийцы не в состоянии достигнуть взаимопонимания. Это не было эмоциональной реакцией, а являлось глубоко продуманным рациональным решением.
20 ноября произошло ледовое сжатие. Нос корабля был заклинен во льдах, тогда как корма оказалась на открытой воде. Из-за огромной массы снега корпус просел сквозь ледовое поле до уровня фальшборта, и в результате машинное отделение оказалось затоплено через верхний люк, что угрожало всему судну. Амундсен возглавил матросов, и в результате они за шесть часов откачали воду, а далее начали освобождать судно от наносов льда и снега. Хотя полярный день начался 16 ноября, но Солнце команда увидела только 27-го. Был устроен большой праздник, де Жерлаш, несмотря на болезнь, поил команду шампанским; это было единственным моментом экспедиции, когда временно исчезли классовые и национальные барьеры. Впрочем, быстро выяснилось, что полярный день доставляет людям не меньше беспокойства, чем непрекращающаяся ночь. Даже в пасмурную погоду пребывание на воздухе без солнечных очков вызывало снежную слепоту, иллюминаторы приходилось завешивать тёмной тканью, практически все страдали от бессонницы. 28 ноября произошёл приступ психоза у боцмана Толлефсена: он спрашивал, действительно ли он на «Бельжике», и заявлял, что не помнит, как завербовался на неё. У него развилась сильная подозрительность, он уверил себя, что товарищи собрались его убить (французского языка он так и не выучил), и уходил спать в промороженный трюм, кишевший крысами, пережившими полярную ночь. Ван Мирло, который с трудом оправился от невротического приступа, взялся быть при Толлефсене сиделкой. Он же рассказал Куку, что странности в поведении боцмана начались ещё после смерти Данко. Состояние Толлефсена быстро ухудшалось. 12 декабря, когда Кук и Амундсен всё-таки решили добраться до айсберга, до которого не дошли в августе (его принесло течением), они наткнулись на бесцельно блуждавшего Толлефсена и решили взять его с собой, рассчитывая «расшевелить». У путешественников даже не было припасов. Когда Кук застрелил встреченного тюленя, Толлефсен замкнулся в себе. Тем не менее, американец и двое норвежцев добежали на лыжах до ледяной горы и даже смогли подняться на её вершину. Кук фотографировал, Амундсен утверждал, что на солнце можно по-настоящему погреться. На обратном пути путники, уже сильно проголодавшиеся, попали в полосу тумана. Вскоре путь им преградила свежая полынья, которая сильно испугала Толлефсена (у него был богатый опыт путешествий в Арктике). Вскоре, двигаясь по своим следам, они нашли застреленного тюленя, после чего Амундсен вырезал сырое сало и пил не успевшую свернуться кровь, далее к трапезе присоединился и Кук. Они также отрезали тюленю голову и взяли с собой. Когда путники вернулись на «Бельжику», Толлефсен без разрешения прошёл в каюту Лекуанта и заявил, что врач и штурман хотят его отравить: Амундсен налил ему шерри-бренди и дал чашку горячего шоколада.
Рождество на борту «Бельжики» прошло в мрачной обстановке. Кук в дневнике фиксировал «истощение социального энтузиазма». Мрачности способствовало и то, что на горизонте активно происходило разрушение ледяных полей, тогда как судно вмёрзло в двухмильную плиту плотного пака. В сочельник Арцтовский бурил лёд по гребню сжатия, определив его мощность в 8 м. Ни одна из льдин, сковывающих «Бельжику», не имела меньше метра толщины. Офицеры начинали опасаться второй зимовки. Жерлаш фиксировал в журнале ухудшение психического состояния Толлефсена, который явно демонстрировал манию преследования. Однажды он исчез, и пришлось поднимать на поиски всю команду: бывший боцман нашёлся скрюченным за ледяным бугром. 31 декабря все разошлись рано, Раковицэ и Лекуант легли в одиннадцать ночи, Арцтовский закрылся в лаборатории, где были большие окна, тогда как Кук скрылся в фотокабине. Затем Амундсен ворвался к Арцтовскому с бутылкой коньяка, вскоре компанию им составили Кук с Лекуантом. Далее штурман предложил поздравить команду, Лекуант отнёс на бак угощение и несколько бутылок вина, и праздник прошёл в обстановке душевного подъёма.

#### Освобождение
|  |

1 января 1899 года «Бельжика» находилась в точке 70°03′ ю. ш. и 85°10′ з. д. — близко к месту начала дрейфа. С февраля предыдущего года льды пронесли барк по петле на расстояние 1300 морских миль. Фредерик Кук, придя к выводу, что экипаж не переживёт второй зимовки, счёл, что клятва Гиппократа обязывает его вырвать корабль из ледового плена. На собрании 4 января Кук не сдерживал эмоций, шокировав офицеров. Тем не менее, он настаивал на санкции Жерлаша. План доктора был таков: пробить ломами и кирками в ледовом поле две метровые канавы в форме буквы V, которые бы смыкались примерно в 400 метрах от носа «Бельжики». Он полагал, что талая вода будет эффективнее вбирать солнечное тепло, ускоряя распад ледяного поля. Подходящий шторм довершит начатое. Хотя Жерлаш и Лекуант полностью отвергли все выкладки Кука с точки зрения физики, но были согласны, что физическая активность и хотя бы видимость надежды окажут на экипаж мощный терапевтический эффект. Работы планировалось начать 7 января, однако в этот день команда отравилась печенью тюленя. Пока шло выздоровление, Лекуант пытался задействовать взрывчатку. Ему удалось найти неповреждённые тонитовые шашки и успешно взорвать их. Далее старший помощник, Амундсен, Йохансен и Мелер начали сооружение «адской машины»: 535 тонитовых шашек были положены в пустую керосиновую бочку, которую погрузили в ледовый колодец примерно в 200 метрах от барка. Было установлено 25 детонаторов. Лекант рассчитывал, что взрыв создаст в толще льда волну, которая расколет поле. Взорвать бочку действительно удалось, ударная волна ощущалась на «Бельжике». Однако «адская машина» создала десятиметровую полынью, битый лёд в которой смёрзся на одну ночь. Ни одной трещины так и не возникло. 9 января начал работу Фредерик Кук, однако уже через три дня понял, что это сродни подвигу Сизифа: солнечный свет был так слаб, что не успевал за день растопить слой молодого льда, наросшего в каналах за ночь. Впрочем, команда и лично де Жерлаш избавились от пассивного ожидания.
Ещё 11 января де Жерлаш предложил использовать имеющиеся ледовые пилы и вырубить полноценный канал, ведущий к ближайшей полынье. Канал должен был иметь ширину 40 м, и его следовало рубить по частям — треугольными секциями. Если Кук работал от носа «Бельжики», то лейтенант распорядился начать с кормы, где имелись особо мощные ледовые перемычки. Бурение Арцтовского подтвердило, что реальная толщина ледяного поля от кормы нигде не превышает двух метров, а чаще не составляет и одного. С 14 января работа стартовала в две смены. С восьми утра до шести вечера трудились Жерлаш, Мелер, Раковицэ, ван Мирло, Йохансен, ван Риссельберг и Толлефсен. С семи вечера до четырёх утра лёд пилили Лекуант, Кук, Амундсен, Арцтовский, Сомерс и Дюфур. Мишотт был освобождён от наружных работ, взамен он должен был круглосуточно обеспечивать горячее питание, питьё и просушку одежды. Сомерс сварил полотна пил по две, что позволяло работать со льдом семифутовой толщины. Большая пила требовала трёх рабочих, за двумя маленькими сменялись через пять минут (хотя сил Арцтовского хватало на десять-пятнадцать минут). В первый же день команда продвинулась на 40 м. Удалось расколоть несколько льдин, каждая величиной с половину футбольного поля. Весили они явно больше «Бельжики»: Добровольский при попытке сдвинуть ледовое поле распевал «Эй, ухнем». 15 января Лекуанту, наконец, удалось взорвать два тороса, которые упали в открытую воду и постепенно распались.
В среднем канал прирастал на 60 метров в сутки, половина трассы до стационарной полыньи была пройдена к 20 января. Самочувствие людей улучшалось на глазах, как благодаря физическим нагрузкам в обстановке воодушевления, так и из-за диеты доктора Кука: тюленина и пингвинятина готовилась семь раз в день. Добровольский писал в дневнике, что стал есть «раза в два больше, чем раньше». В девять часов вечера 20 января Толлефсен неожиданно покинул кубрик и куда-то ушёл (он исполнял приказы, но давно ни с кем не общался). Когда спустя три часа он не вернулся, пришлось начать поиски, но около двух часов ночи он приволок трёх убитых пингвинов. 21 января закончился полярный день: длившаяся девять недель ночная трудовая вахта была отменена. Амундсен был настроен пессимистически и считал, что придётся идти к кромке льда на шлюпках. Утром 30 января ледовое сжатие раскололо поле пака, но угрожало гибелью «Бельжике», корпус которой вмёрз поперёк линии разлома. Почти законченный канал сомкнулся. План Амундсена оказался неосуществимым, как из-за ледовых условий, так и потому, что крысы привели в негодность зимнюю одежду. Поскольку оставался трёхмесячный запас провианта, де Жерлаш впервые ввёл рационирование (примерно 150 г. жиров и 150 г. выпечки в сутки), что теоретически позволило бы продержаться вторую зиму.
В три часа ночи 12 февраля неожиданно открылся канал во льду, и на «Бельжике» стало ощущаться океанское волнение. Сомерсу было приказано как можно скорее готовить паровую машину и разводить пары, а Лекуант рассчитывал серию взрывов, чтобы окончательно освободить корпус барка. 13 февраля это удалось, а проход был всё ещё чистым. Однако судно располагалось кормой к открытой воде, ширина же канала не позволяла развернуться. При попытке тянуть судно ледовым якорем его заклинило между двумя ледяными берегами. Основное давление льда приходилось на фор- и ахтерштевень. Вскоре льды разошлись. Жерлаш приказал принять в виде балласта морскую воду, после чего судно смогло наехать носом на 400-метровую ледовую перемычку и раздавило её своим корпусом. К 1 марта от открытого океана «Бельжику» отделяло всего пять миль. Главную угрозу теперь составляло множество отдельных льдин, которые в штормовую погоду в буквальном смысле таранили борта барка. 5 марта волнение несколько утихло, но далее на судно обрушился приливный вал, который чуть было не унёс в океан Кука и Амундсена, отправившихся в двухмильную ледовую разведку. Ураган 13 марта понёс судно на север. Утром 14 марта казалось, что не удастся избежать столкновения с айсбергом, но, благодаря искусству Сомерса и навигационным навыкам Жерлаша, удалось выйти из ледовых полей невредимыми.

### Возвращение
Второй сезон экспедиции был невозможен, как по причине безденежья, так и из-за морального и физического состояния команды. На пути к Огненной Земле Жерлаш продолжил именование вновь открытых экспедицией островов и проливов: ранее имена собственные получили только самые крупные географические объекты. Первым был поименован остров Винке в честь погибшего норвежца, Амундсен предложил также почтить память Эйвина Аструпа мысом на этом острове. Экспедиция рисковала сбиться с курса (небо было постоянно пасмурным), поэтому Жерлаш в последний момент решил идти Магеллановым проливом. Однако 26 марта показался остров Нуар: судно отнесло тремястами миль западнее, чем Лекуант полагал по счислению. Ночью поднялся ураган, самый сильный за всю экспедицию. Виденное Добровольский в дневнике сравнивал с «хаотическими пейзажами Тёрнера». Жерлаш принял решение пожертвовать якорем и поднять паруса и успешно миновал острова Фурии. 28 марта барк вошёл в Пунта-Аренас.
В городе оказалось, что вся экспедиционная почта пересылалась в Мельбурн. Прочитав об экспериментах Маркони, Жерлаш сразу записал в дневнике, что беспроводная связь в первую очередь будет полезна полярным исследователям. Толлефсен не стал оставаться на корабле и устроил себе логово где-то за городом. Иногда он просил у Жерлаша денег на еду и вновь исчезал. Доктор Кук и Амундсен надеялись, что он со временем оправится, как ван Мирло. Однако Адам Толлефсен не захотел возвращаться на «Бельжику» даже за своими вещами. Он вёл дневник, но товарищи-норвежцы пришли в ужас от содержания и сожгли его, о чём Лекуант сожалел. В апреле Жерлаш официально объявил о завершении экспедиции. В источниках содержатся разночтения о его отношениях с Амундсеном. В бельгийском отчёте и дневнике командира говорится, что штурмана попросили сопровождать Толлефсена на родину. Биограф Тур Буманн-Ларсен утверждал, что Амундсен объявил «разрыв со всем Бельгийским королевством». Лекуант, Раковицэ, Арцтовский и Добровольский решили остаться в Южной Америке для реализации собственных научных проектов и добирались в Европу самостоятельно. Кук узнал о смерти своей невесты Анны Форбс и предпочёл вернуться к Бриджесам завершать исследования огнеземельцев. Безденежному Жерлашу с трудом удалось перегнать «Бельжику» в Монтевидео, где он пополнил команду. На борт вернулся Варзее, который не нашёл другой работы. У фонда экспедиции не было денег даже на уголь, переход под парусами до Антверпена занял два с половиной месяца. В устье Шельды барк вошёл 5 ноября 1899 года.
Экспедиционеров встречала королевская яхта «Клементина», на борту которой находились члены правительства и депутаты парламента, представители Королевского бельгийского географического общества. Премьер-министр объявил о награждении офицеров и учёных Орденом Леопольда I (указ об этом был издан ещё 15 октября), при этом орденские знаки на грудь Жерлашу прикрепила его мать, а сам он проделал то же со своим первым помощником. Жерлаш и Лекуант получили также золотые медали от Географического общества и муниципалитетов Антверпена и Брюсселя (Куку и Амундсену их награды отправили по почте). Официально экспедиция была признана успешной. Впрочем, репортёры упоминали, что участники путешествия выглядели измученными и «выбитыми из колеи» всей этой шумихой. Макс ван Риссельберг потерял сознание и упал с приступом тахикардии прямо во время чествования. В прессе иногда делали аллюзии на судьбу героев «Капитана Гаттераса». Адам Толлефсен так и не излечился от психоза и был помещён в сельскохозяйственную колонию для душевнобольных в Лиере, где жил до самой кончины в 1943 году. Через три месяца после возвращения умер и 24-летний матрос Кнудсен. Самому Жерлашу понадобилось годичное пребывание на Французской ривьере, чтобы восстановить здоровье. Джулиан Сэнктон полагал, что часть симптомов Жерлаша и его команды могла объясняться отравлением синильной кислотой, которую использовали Кук в фотолаборатории и Раковицэ для консервации биологических образцов. Впрочем, ранее Роберт Брайс отверг эту версию, хотя она была изложена в неопубликованных воспоминаниях Фредерика Кука.

## После экспедиции

### Результаты и память
В отчёте Королевскому бельгийскому географическому обществу от 18 ноября 1899 года Жорж Лекуант подчеркнул, что экспедиция достигла гораздо большего, чем «две жертвы полярной зимовки». В истории полярных исследований она осталась как первая экспедиция, зазимовавшая за Южным полярным кругом. В финальном отчёте, увидевшем свет в 1904 году, выделялись географические и биологические результаты. Главным географическим достижением были открытие пролива Жерлаш и батиметрические промеры, которые показали существование континентального шельфа на 33° долготы, что являлось на тот момент важнейшим аргументом в пользу существования единого Антарктического материка. Также было установлено, что горная система Антарктического полуострова явно связана с южноамериканскими Андами. Впервые были доставлены данные непрерывных метеорологических и магнитометрических измерений за целый год, сделанных за Южным полярным кругом. Оказалось, что антарктический климат намного суровее арктического, как в плане среднемесячных и годичных температур, так и амплитуды по сезонам. Экспедицией были зафиксированы 260 дней со снегопадами, 261 день, когда наблюдался туман, и лишь 22 полностью ясных дня (82 дня, когда наблюдалось солнце). До экспедиции на «Бельжике» биологическое разнообразие Антарктики исчерпывалось девятнадцатью видами, привезёнными Джеймсом Россом. В сводном отчёте экспедиции де Жерлаша было перечислено 1200 животных и 500 растительных видов. В том числе были открыты 55 видов лишайников и 27 видов мхов. Были обнаружены три новых вида пресноводных водорослей Hepaticae, новый вид злаков и гриб Sclerotikum antarcticum. Впервые был изучен механизм размножения тюленей, доставлены образцы эмбрионов. Было обнаружено первое истинно сухопутное (не покидающие поверхность земли) животное Антарктиды, бескрылый чёрный комар Belgica antarctica. В отчёте подчёркивалось, что важными были политические результаты экспедиции, поскольку государственные научные институты Бельгии до того были сосредоточены на изучении захваченного Конго. Как показал Кристиан Конинкс, участники Бельгийской экспедиции явно переменили отношение общественного мнения к флоту. В 1899 году была создана Морская лига Бельгии («Belgische Zeevaartbond» или «Ligue Maritime Belge»), в 1903 году — Ассоциация моряков Бельгии — и в 1909 году — Ассоциация бельгийских судовладельцев.
Согласно мнению Патрика де Деккера (Австралийский национальный университет), научные результаты Бельгийской экспедиции оказались в значительной степени незамеченными и невостребованными современниками, отчасти из-за того, что публиковались на французском языке. Открытия Арцтовского, опубликованные в 1908 году, не были учтены в постоянно обновляемом «Атласе Мирового океана». Климатические данные, собранные экспедицией, имеют большое значение для исследований хода и механизмов глобального потепления.
Князь Монако Альбер I избрал «Бельжику» для увековечивания на фасаде Океанографического музея.
Авторы XXI века подчёркивают инновационный характер Бельгийской экспедиции. Не менее десяти её участников вели походные дневники, что делает её ход одним из наиболее документированных в полярной истории. Джулиан Сэнктон подчёркивал, что Жерлаш в конце XIX века заложил основы глобального сотрудничества, которое привело к подписанию Антарктического договора 1959 года. Экспедиция не стала провозглашать бельгийского суверенитета над открытыми за полярным кругом землями. Сын Адриена де Жерлаша — Гастон — возглавил Бельгийскую антарктическую экспедицию 1957—1958 годов и лоббировал подписание Антарктического договора с бельгийской стороны. Научное присутствие Бельгии в Антарктиде стало постоянным после Международного геофизического года, осуществляется сетевое взаимодействие, в 1964—1967 годах функционировала научная база «Руа Бодуэн».
С 14 по 16 мая 1998 года прошла международная конференция в честь столетия Бельгийской антарктической экспедиции. В числе её организаторов были король Бельгии Альберт II, Королевская бельгийская академия наук и Антарктический комитет.
Бельгийская антарктическая экспедиция оставила след и в филателии разных европейских стран. Бельгийское почтовое ведомство осуществляло эмиссию памятных марок к пятидесяти- и столетнему юбилею путешествия. В Румынии к 100-летию экспедиции была выпущена памятная марка с портретом Эмиля Раковицэ.

### Топонимика
Все открытые во время Бельгийской экспедиции объекты за полярным кругом именовались либо в честь отдельных лиц, либо тех или иных бельгийских городов или провинций. В частности, неясно, был ли назван остров Анверс в честь города Антверпена или одноимённой провинции. Остров Брабант был назван в честь малой родины де Жерлаша, который был франкоговорящим фламандцем из Хасселта. Рядом располагается остров Гент. Арцтовский предложил назвать остров в честь Льежа, в университете которого он работал. Адриен де Жерлаш назвал остров в честь погибшего норвежца Карла-Августа Винке, и это единственный остров, название которого не связано с Бельгией напрямую. В 1960-е годы родственники Винке пытались предъявлять права на остров его имени и даже попытались там высадиться. Пролив «Бельжики» уже после возвращения по предложению Лекуанта был назван в честь его первооткрывателя Жерлаша. Сам командир увековечил в названиях островов отца Огюста и брата Гастона. В память о погибшем Данко были названы остров и побережье. Горная цепь на острове Анверс была названа в честь покровительницы экспедиции Леони Остерриет. Покровителями Жерлаша были и генерал Анри Вауверманс (президент Королевского географического общества Антверпена) и генерал Нейт, удостоенные «персональных» островов. Остров Ван Бенеден был поименован в честь профессора Льежского университета. Раковицэ попросил назвать остров в честь своего научного руководителя Григоре Кобальческу.

## Описания участников экспедиции и отчёт
- The Belgian Antarctic expedition under the command of A. de Gerlache de Gomery. Summary report of the voyage of the «Belgica» in 1897—1898—1899 :  [англ.]. — Brussels : Hayez, 1904. — 70 p.
- Cook F. A. Through the first Antarctic night (1898—1899), a narrative of the voyage of the «Belgica» among newly discovered lands and over an unknown sea about the South pole :  [англ.]. — London : W. Heinemann, 1900. — xxiv, 478 p.
- De Gerlache A. Voyage de la «Belgica»: Quinze mois dans l’Antarctique :  [фр.] / Préf. par Élisée Reclus. — Bruxelles : Imprimerie scientifique Ch. Bulens, éditeur, 1902. — IV, 302 p.
- Lecointe G. Au pays des manchots, récit du voyage de la «Belgica» :  [фр.]. — Bruxelles : Societe Belge de Librairie, O. Schepens & Co éditeurs, 1904. — 368 p.
- Амундсен Р. Моя жизнь // Собрание сочинений. — Л. : Изд. Главсевморпути, 1937. — Т. 5. — 225 с.

## Комментарии
1. ↑  Земля Грейама, ныне определённая как северная часть Антарктического полуострова, в то время большинством географов считалась отдельным архипелагом, а не частью материковой Антарктиды.
2. ↑  Лекуант, как и некоторые другие, ранее покинувшие корабль участники экспедиции, успели вернуться на «Бельжику» к моменту её возвращения в Бельгию.